# Travesuras del corazón
Travesuras del corazón es una telenovela peruana producida por Iguana Producciones S.A. y Venevisión International, transmitida por Panamericana Televisión durante 1998 y por Venevisión Plus en Venezuela durante 2007. Es protagonizada por Patricia Pereyra y Renato Munster con las participaciones antagónicas de Jimena Lindo, Victor Prada y las primeras actrices Yvonne Frayssinet y Noemí del Castillo con las actuaciones estelares de Vanessa Terkes, Gian Piero Diaz, Renato Rossini y Regina Alcóver y las actuaciones infantiles de Stephanie Cayo, Bruno Ascenzo, Gian Piero Mubarak, Lorena Navarro y Claudia Voysest.
El programa fue posteriormente emitido en Chilevisión, en su proceso de internacionalización.

## Sinopsis
Isabel Revilla (Patricia Pereyra) es una actriz con una carrera en ascenso, invitada a Londres a participar de una importante obra de teatro. El día de su viaje encuentra junto a su puerta una bebé abandonada (Claudia Voysest), por quien decide dejar la oportunidad de viajar, cambiando su vida radicalmente.
Al quedarse se lleva la sorpresa que tres niños huérfanos también fueron en su ayuda por lo que decide poner una casa hogar en la cual pueda ayudar a estos niños y que puedan tener una vida plena.

## Personajes
- Patricia Pereyra ... Isabel Revilla
- Renato Münster ... Gonzalo Aguirre
- Claudia Voysest ... Isabelita
- Jimena Lindo ... Flor Jiménez
- Vanessa Terkes ... Mónica Alcalde
- Regina Alcóver ... Bárbara Mori
- Renato Rossini ... Carlos Plaza
- Yvonne Frayssinet ... Lucrecia de Vil
- Enrique Urrutia ... Alejandro Vil
- Lucía Melgar ... Teresa
- Noemí del Castillo ... Juana Ruiz
- Víctor Prada ... Doctor Malo
- Stephanie Cayo ... Cinthia
- Gian Piero Mubarak ... Pedro
- Gian Piero Díaz ... Miguel Cantuarias / Manuel
- Lorena Navarro ... Rocío
- Bruno Ascenzo ... Mauro
- Paul Martin ... Teodoro Vil
- Gianfranco Alcántara ... Sebastián
- Martín Zapata Ramírez ... José
- Carolina Grillo
- Andrea Kovacs
- Jorge Chiarella ... Juez Zavaleta
- Mario Velasquez ... Fiscal
- László Kovács
- Natalia Torres Vilar ... Enfermera
- Arturo Pomar Jr ... Oficial Antúnez
- Kathy Serrano ... Regina
- Jorge Sarmiento
- Giancarlo Porcile
- Ricardo Cabrera